# Neotamias minimus
Tamias minimus (Бурундук малий) — звичайний північноамериканський вид бурундуків.

## Морфологічні особливості
Довжина тіла 10—13 см, хвіст 8—10 см, вага 35—53 гр.
Крижі сіруваті, далі боки червоно-коричневого кольору, низ сірувато-білий. Нижня поверхня хвоста від червонувато-жовтого до коричневого кольору. Має 5 темних і 4 світлі смуги на спині й боках, а також три темні й дві світлі смуги на мордочці.

## Поширення
Країни проживання: Канада (Альберта, Британська Колумбія, Манітоба, Північно-західні території, Онтаріо, Квебек, Саскачеван, Юкон), США (Аризона, Каліфорнія, Колорадо, Айдахо, Мічиган, Міннесота, Монтана, Небраска, Невада, Нью-Мексико, Північна Дакота, Орегон, Південна Дакота, Юта, Вашингтон, Вісконсин, Вайомінг). Мешкає в різних середовищах існування. Поширений у хвойних лісах, також використовує рубки, листяні ліси, прибережні зони, а в західних регіонах може проявитися навіть в альпійській тундрі.

## Життя
Зимові гнізда знаходяться в норах на глибині до одного метра. Літні притулки зазвичай у порожнистих колодах або пнях, купах каміння або під сміттям, у покинутих норах інших тварин. Також гніздиться в дуплах дерев над землею. Їсть переважно насіння, горіхи, фрукти і жолуді. Може бути активним протягом дня, але надає перевагу сонячним годинам полудня. Починає впадати в стан заціпеніння в кінці жовтня. Стає повністю активним до середини березня. Може бути активним у теплі зимові дні. Зберігає їжу в підземній норі, де проводить зиму. Хижаки: Accipitridae, Strigiformes, Mustelidae.
Розмножується на початку весни. Вагітність триває 31 день. Розмір приплоду становить 2-7 (в середньому 5-6). Буває один виводок в рік. Другий виводок може з'явитися, якщо перший не вдався. Молодь стає статевозрілою наступної весни.